# 真壁2002天降
真壁2002天降は、茨城県真壁郡（現桜川市）真壁町において町内を丸ごとギャラリーにするエコミュージアム構想である。
真壁町に残る登録文化財の建物を舞台に、桜川市在住陶芸家出町光識の巨大なオブジェを町内様々な場所に多数立て、水の流れをイメージに街中を循環しながら見て回り、古い町並みをもう一度見つめ直す、環境再活用を示す。
地元商店街住民による町並みシンポジウムやオブジェとのコラボレーションで舞踏家元藤燁子（土方巽の妻）が路上パフォーマンス舞踏を行い、草月流飯島朱瑞、川瀬派塚本、龍生派谷口貴泉ら華道家によるいけ花のおもてなしがある。
主催は夢の祭実行委員会、後援茨城県、真壁町、NHK水戸放送局、茨城放送、茨城新聞社など。